# Stemmi degli Stati federati degli Stati Uniti d'America

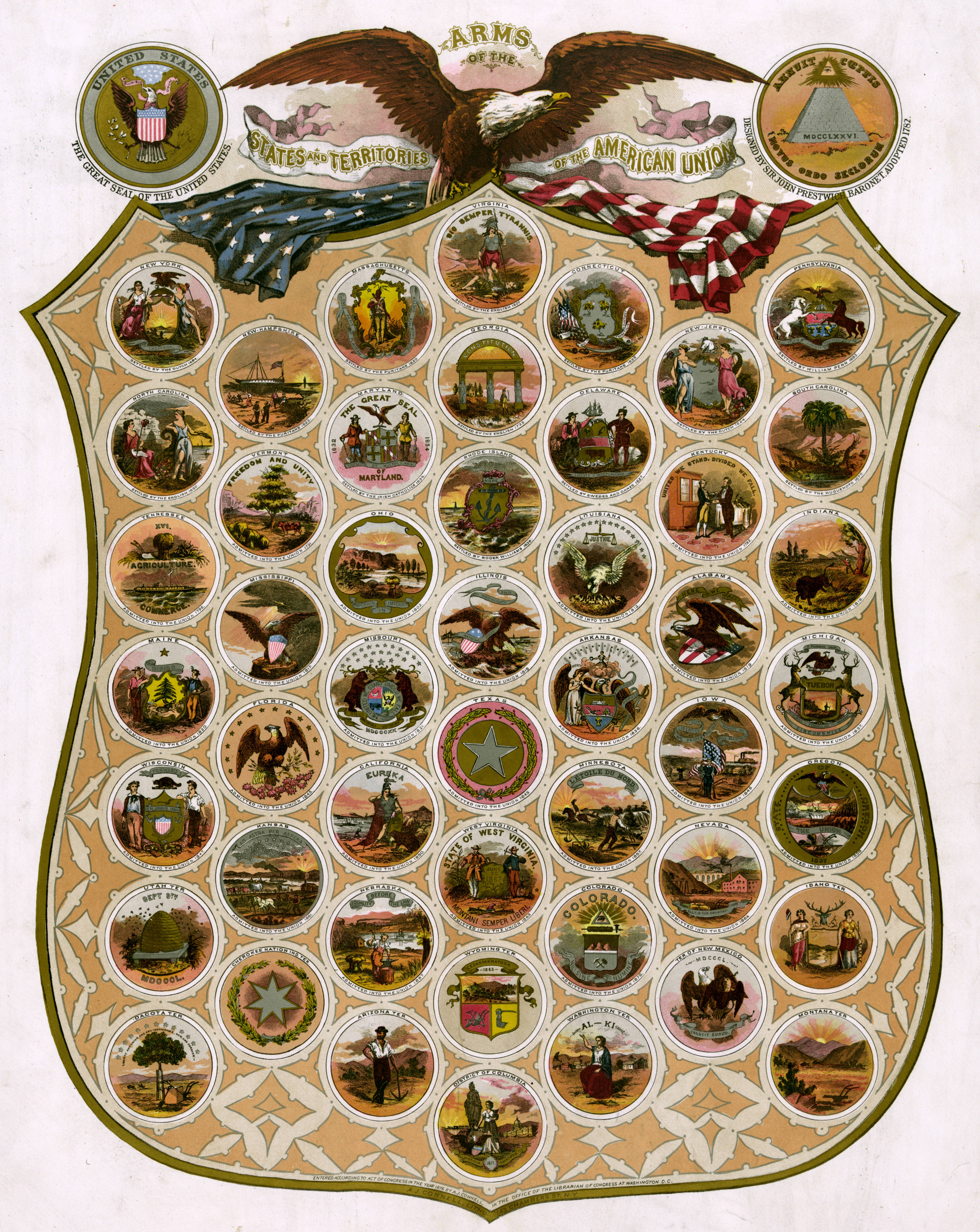
Stemmi degli Stati nel 1876

Segue una galleria con gli stemmi degli Stati federati degli Stati Uniti d'America. Tra parentesi l'anno di adozione.

## Stati

Stemma dell'Alabama
Stemma dell'Alaska
Stemma dell'Arizona
Stemma dell'Arkansas
Stemma della California
Stemma della Carolina del Nord
Stemma della Carolina del Sud
Stemma del Colorado
Stemma del Connecticut
Stemma del Dakota del Nord
Stemma del Dakota del Sud
Stemma del Delaware
Stemma della Florida
Stemma della Georgia
Sigillo delle Hawaii
Sigillo dell'Idaho
Sigillo dell'Illinois
Stemma dell'Indiana
Stemma dell'Iowa
Sigillo del Kansas
Stemma del Kentucky
Stemma della Louisiana
Stemma del Maine
Stemma del Maryland
Stemma del Massachusetts
Stemma del Michigan
Stemma del Minnesota
Stemma del Mississippi
Sigillo del Missouri
Sigillo del Montana
Sigillo del Nebraska
Sigillo del Nevada
Sigillo del New Hampshire
Sigillo del New Jersey
Sigillo del Nuovo Messico
Stemma di New York (stato)
Sigillo dell'Ohio
Stemma dell'Oklahoma
Sigillo dell'Oregon
Stemma della Pennsylvania
Stemma del Rhode Island
Sigillo del Tennessee
Sigillo del Texas
Sigillo dello Utah (1896)[1]
Sigillo del Vermont
Stemma della Virginia
Sigillo della Virginia Occidentale
Sigillo di Washington (stato)
Sigillo del Wisconsin
Stemma del Wyoming

## Distretto di Columbia

Sigillo del Distretto di Columbia

## Territori

Sigillo delle Samoa Americane
Sigillo di Guam
Sigillo delle Isole Marianne Settentrionali
Stemma di Porto Rico
Sigillo delle Isole Vergini americane